# Joseph Warner Henley
Joseph Warner Henley, (3 mars 1793 – 8 décembre 1884), souvent connu sous le nom de J.W. Henley, est un homme politique conservateur britannique, qui sert dans les gouvernements protectionnistes de Lord Derby dans les années 1850.

## Carrière politique

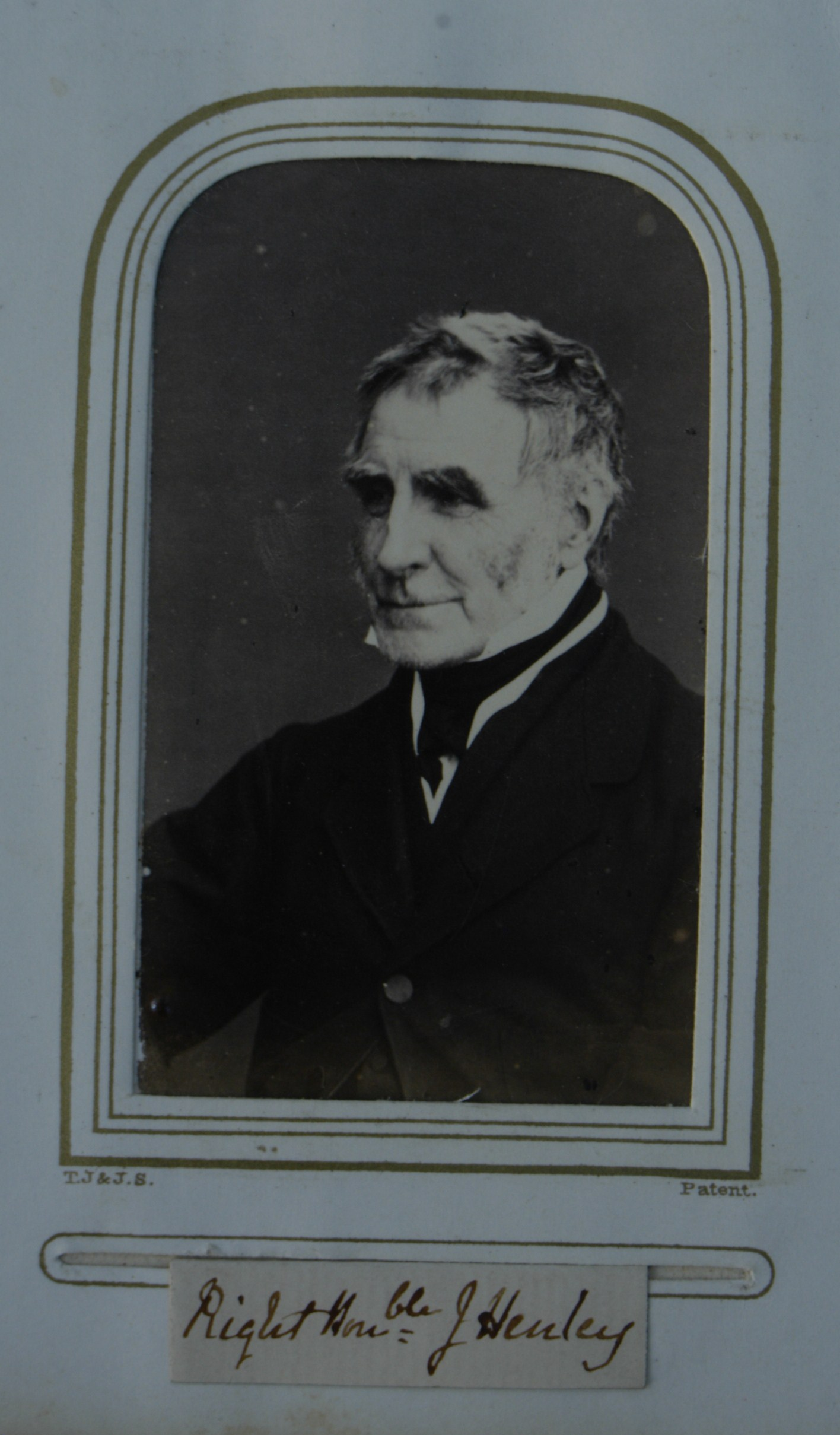
Joseph Warner Henley (1793-1884), dans les années 1860 ou 70.

Henley siège comme député d'Oxfordshire de 1841 à 1878 et est président du Board of Trade dans les premier (1852) et deuxième (1858 – 1859) gouvernements de Derby. Il est admis au Conseil privé en 1852. De 1874 à 1878, il est le plus ancien député de la Chambre des communes.

## Famille
Henley épouse Georgiana, fille de John Fane (1751-1824), en 1816. Elle est décédée en juin 1864. Henley lui survit de 20 ans et est décédé en décembre 1884, à l'âge de 91 ans.